# Leila Guerriero
Leila Guerriero (Junín, 17 de fevereiro de 1967) é uma jornalista e escritora argentina.

## Biografia
Egressa do Colégio Nacional Normal Superior de Junín, estudou turismo, curso que terminou mas não exerce. Seu início no jornalismo foi em 1992 quando conseguiu seu primeiro emprego como redatora em Página/30, uma revista mensal do diário Página/12. Após submeter um conto a esse jornal, o "Quilómetro zero", recebeu, em quatro dias, um convite do então diretor Jorge Lanata.
Desde então seus trabalhos figuraram em diversos veículos de comunicação como La Nación e Rolling Stone, da Argentina; El País e Vanity Fair, da Espanha; El Malpensante e SoHo, da Colômbia; Paula e El Mercurio, do Chile, entre outros. É ainda editora para a América Latina da revista mexicana Gatopardo.
Em 2010, ganhou a nona edição do prêmio da  Fundación Nuevo Periodismo Americano  na categoria texto, por sua crônica "El rastro en los huesos", onde relata o trabalho que realiza a equipe argentina de antropologia forense para identificar os restos de desaparecidos na ditadura militar.
Em 2014, recebeu o Título por mérito na categoria Crônicas e Testemunhos pela Fundação Konex.

## Obras
- Los suicidas del fin del mundo. Crónica de un pueblo patagónico; Tusquets, 2005
- Frutos extraños, crónicas reunidas 2001-2008; Alfaguara, 2009
- Los malditos, editora; Ediciones UDP, 2011
- Plano americano, 21 perfiles de artistas publicados originalmente en diversos medios; Ediciones UDP, 2013 [5]
- Una historia sencilla; Anagrama, 2013
- Zona de obras; Anagrama, 2015

## Premios
- Premio Fundación Nuevo Periodismo (2010), por seu artigo El rastro en los huesos.
- Prêmio Konex 2014: Diploma al Mérito, disciplina «Crónicas y Testimonios».